# Новый Свет (журнал)
«Новый Свет» — литературно-художественный журнал, публикуется канадским издательством «Litsvet» с 2013 года. Периодичность — четыре электронных и два печатных номеров в год.

## История журнала
Журнал появился в творческой среде русскоязычных эмигрантов Канады. Его соучредителями стали писатели из Торонто и Виннипега — Алёна Жукова и Михаил Спивак.
Появление первого и единственного на тот момент печатного русскоязычного литературного журнала в Канаде вызвало большую заинтересованность у авторов и читателей. «Новый Свет» быстро завоевал признание по обе стороны океана. Презентация печатного номера состоялась в рамках Международной инновационной конференции в Китчере (Канада), на которой организаторы и участники отметили высокое качество, как текстового содержания, так и графического оформления. На страницах «Нового Света» публикуются многие известные писатели. География публикаций очень широкая: Канада, Россия, США, Израиль, Украина, Беларусь, Австралия, Германия и др.
Издаётся тиражом в 1000 экземпляров. К журналу имеется приложение «Роман-журнал», в котором издательство «Litsvet» публикует крупные произведения авторов: романы, повести, биографии, а также поэтические сборники и сборники рассказов.

## Рубрики
- Проза
- Поэзия
- Критика
- Публицистика
- Искусство
- Персона
- Для детей и юношества
- Юмор и сатира
- Иностранная литература и перевод
- Журнальная полка

## Авторы журнала
Анатолий Аврутин, Бахыт Кенжеев, Людмила Улицкая, Марина Королёва, Виктор Некрасов, Марианна Гончарова, Леонид Аронзон, Виталий Аронзон, Сергей Дзюба, Татьяна Дзюба, Ганна Слуцки, Ирина Горюнова, Валерий Бочков, Олег Сулькин, Алёна Жукова, Михаил Спивак, Алексей Борычев, Алексей Курилко, Евгения Бильченко, Валерий Скобло, Юрий Хейфиц, Георгий Фрумкер, Георгий Юдин, Вячеслав Лопушной, Дмитрий Бавильский, Елена Крюкова, Леонид Бердичевский, Максим Лаврентьев, Ульяна Колесова, Михаил Блехман, Валерий Кириченко, Сергей Павлов, Фёдор Ошевнев, Каринэ Арутюнова, Олег Корниенко, Валерий Барановский, Виталий Кузнецов, Владимир Спектор, Рубен Ишханян, Галина Врублёвская, Владимир Лорченков, Олег Лармин, Владимир Золотарёв, Борис Амчиславский, Елена Тайчер-Минкина, Давид Блюм, Андрей Румянцев, Александр Амчиславский, Вера Павлова, Владимир Батшев, Полина Жеребцова, Сергей Кузичкин, Марина Ясинская, Леонид Флейдерман, Василий Слапчук, Дмитрий Бирман, Тамара Ветрова, Татьяна Шереметева, Александра Николаенко, Олег Глушкин, Марсель Салимов, Виктор Есипов, Владимир Алейников, Андрей Коровин, Рауль Чилачава, Роллан Сейсенбаев, Галымкаир Мутанов, Андрей Максимов, Владимир Скиф, Михаил Харит и др.

## Литературная премия им. Э.Хемингуэя
В 2015 году издательство «Litsvet» и журнал «Новый Свет» учредили ежегодную канадскую литературную премию имени Эрнеста Хемингуэя. Премия присуждается за произведения, написанные на русском языке, или за литературный перевод на русский язык в нескольких номинациях: Проза, Поэзия, Критика, Публицистика, Детское произведение и Редакторская номинация. Количество номинаций, по условиям организаторов, из года в год может меняться.

## Общественная деятельность
Редакция журнала активно участвует в общественной жизни русскоязычной общины Канады, в образовательных проектах, посвященных обучению детей русскому языку и литературе. Всеканадский детский литературный конкурс получил поддержку Российского Фонда Культуры, Фестиваля детской литературы им. Корнея Чуковского, Международного совет по детской и юношеской литературе (IBBY), журнала «Мурзилка».

## Редакция журнала
Алёна Жукова — главный редактор
Михаил Спивак — заместитель главного редактора
Анастасия Кондратьева — дизайнер